# Майнтауэр
Майнтауэр (нем. Maintower) — небоскрёб в городе Франкфурт-на-Майне, Германия. Здание является четвёртым по высоте сооружением города.
Высота небоскрёба — 200 м, на крыше расположена смотровая площадка. Высота вместе с мачтой — 240 м. Майнтауэр — четвёртый по высоте небоскрёб во Франкфурте. У здания четыре подземных этажа и 56 наземных, лифт поднимается на верхний этаж со скоростью 7 м/с.
Строительство приходится на 1996—1999 годы по проекту гамбургского архитектурного бюро «Швегер & Партнер». Здание было построено в 2000 году и с тех пор считается одной из центральных достопримечательностей Франкфурта. 

## Использование
- штаб-квартира «Helaba Bank» (Гессен-Тюрингский Земельный Банк)
- Телестудия Гессенского Радио
- Ресторан и коктейль-бар на высоте 187 м
- Смотровая площадка на крыше — высота 200 м